# غوردون في
غوردون في (بالإنجليزية: Gordon Fee)‏ هو عالم عقيدة أمريكي، ولد في 23 مايو 1934 في آشلاند في الولايات المتحدة.